# کانابیوارین
کانابیوارین (به انگلیسی: Cannabivarin) با فرمول شیمیایی C۱۹H۲۲O۲ یک ترکیب شیمیایی با شناسه پاب‌کم ۶۲۲۵۴۵ است. که جرم مولی آن ۲۸۲٫۳۸ g/mol می‌باشد. 